# Liste der Minister des Kantons Jura
Diese Liste zeigt die Minister (französisch ministre) der Regierung des Kantons Jura, der Kantonsregierung. Die fünf Mitglieder werden für eine Amtszeit von 4 Jahren gewählt. Die Liste ist vollständig seit Kantonsgründung (1979).

## Minister
| Name                      | Partei | Amtszeit  | Geboren | Gestorben |
| ------------------------- | ------ | --------- | ------- | --------- |
| Nathalie Barthoulot       | PS     | 2016–     | 1968    |           |
| Elisabeth Baume-Schneider | PS     | 2003–2015 | 1963    |           |
| Jean-Pierre Beuret        | PCSI   | 1979–1994 | 1947    |           |
| Rosalie Beuret Siess      | PS     | 2020–     | 1978    |           |
| Pierre Boillat            | PDC    | 1979–1994 | 1944    |           |
| Gaston Brahier            | PLR    | 1987–1993 | 1927    | 2014      |
| Martial Courtet           | PDC    | 2016–     | 1976    |           |
| David Eray                | PCSI   | 2016–     | 1973    |           |
| Jacques Gerber            | PLR    | 2016–     | 1973    |           |
| Claude Hêche              | PS     | 1995–2006 | 1952    |           |
| Roger Jardin              | PRR    | 1979–1986 | 1919    | 1995      |
| Charles Juillard          | PDC    | 2007–2019 | 1962    |           |
| Pierre Kohler             | PDC    | 1993–2002 | 1964    |           |
| François Lachat           | PDC    | 1979–1994 | 1942    |           |
| François Mertenat         | PS     | 1979–1993 | 1941    |           |
| Odile Montavon            | CS     | 1993–1994 | 1949    |           |
| Michel Probst             | PLR    | 2007–2015 | 1960    |           |
| Philippe Receveur         | PDC    | 2007–2015 | 1963    |           |
| Anita Rion                | PLR    | 1995–2002 | 1957    |           |
| Jean-François Roth        | PDC    | 1995–2006 | 1952    |           |
| Laurent Schaffter         | PCSI   | 2003–2010 | 1947    |           |
| Gérald Schaller           | PDC    | 1995–2006 | 1954    | 2024      |
| Michel Thentz             | PS     | 2011–2015 | 1958    |           |

## Präsidenten der Regierung
Der Regierung wurde von den folgenden Ministern für ein Kalenderjahr präsidiert (Président du Gouvernement oder Présidente du Gouvernement):
| Amtsjahr | Name                      |
| -------- | ------------------------- |
| 2024     | Rosalie Beuret Siess      |
| 2023     | Jacques Gerber            |
| 2022     | David Eray                |
| 2021     | Nathalie Barthoulot       |
| 2020     | Martial Courtet           |
| 2019     | Jacques Gerber            |
| 2018     | David Eray                |
| 2017     | Nathalie Barthoulot       |
| 2016     | Charles Juillard          |
| 2015     | Michel Thentz             |
| 2014     | Charles Juillard          |
| 2013     | Michel Probst             |
| 2012     | Elisabeth Baume-Schneider |
| 2011     | Philippe Receveur         |
| 2010     | Charles Juillard          |
| 2009     | Michel Probst             |
| 2008     | Elisabeth Baume-Schneider |
| 2007     | Laurent Schaffter         |
| 2006     | Elisabeth Baume-Schneider |
| 2005     | Claude Hêche              |
| 2004     | Jean-François Roth        |
| 2003     | Gérald Schaller           |
| 2002     | Anita Rion                |
| 2001     | Claude Hêche              |
| 2000     | Pierre Kohler             |
| 1999     | Jean-François Roth        |
| 1998     | Gérald Schaller           |
| 1997     | Anita Rion                |
| …        |                           |

## Parteiabkürzungen
- CS: Combat socialiste
- PCSI: Parti chrétien-social indépendant (Unabhängige Christlich-soziale Partei)
- PDC: Parti démocrate-chrétien (Christlichdemokratische Volkspartei)
- PLR: Parti libéral radical jurassien (Freisinnig-Demokratische Partei)
- PRR: Parti radical-réformiste jurassien
- PS: Parti socialiste (Sozialdemokratische Partei)

## Quelle
- Regierungen des Kantons Jura seit 1979 (französisch)